# زامبوجائیر دو مار
زامبوجائیر دو مار (به پرتغالی: Zambujeira do Mar) یک روستای توریستی است که در ۷ کیلومتری غرب سنت تئوتونیو پرتغال قرار دارد. عمده فعالیت در این محوطه گردشگری است، اگرچه کشاورزی، دامداری و ماهیگیری از فعالیتهای مشترک برای بخشهای صنعتی اقتصاد است. جشنواره سودوئسته جشن محبوب تابستانی پرتغالی‌ها بر رونق گردشگری در این منطقه می‌افزاید.

## جاذبه‌های توریستی
- صومعه دی نوسا سنوهارا دو مار
- پلاژ پدرو دابیکا
- پلاژ دی نوسا سنوهارا
- پلاژ زامبوجائیر دو مار
- پلاژ آلترین‌هاوس
- پلاژ خلیج آرکینهه
- کمپ زامبوجائیر